# Alexander Belev
Alexander Belev, född 1898, död 9 november 1944, var en av grundarna av den bulgariska nationalistiska organisationen Ratnik. Under andra världskriget var han chef för kommissariatet för judiska frågor som samarbetade med Nazityskland i genomförandet av den slutgiltiga lösningen av judefrågan. En av hans samarbetspartner var Theodor Dannecker.